# 蒿坪镇 (紫阳县)
蒿坪镇，是中华人民共和国陕西省安康市紫阳县下辖的一个乡镇级行政单位。

## 行政区划
蒿坪镇下辖以下地区：
蒿坪街道社区、蒿坪村、改革村、堰沟河村、北平村、双胜村、天紫村、东关村、平川村、双星村、涂家沟村、金鸡村、楠竹村、金石村、龙泉村、黄金村、王家河村、狮子沟村、紫安村、兴隆村、电光寺村、全兴村和森林村。